# 上阁龙岩寺
上阁龙岩寺，是一座古建筑，建于宋-清，位于山西省晋城市沁水县中村镇上阁村。2016年6月6日，公布为第五批山西省文物保护单位。